# Златица (биљка)
Златица (челеби грана, златна шиба, штапика) или лат. Solidago virgaurea је биљка из породице главочика (Asteraceae).

## Опис биљке
Вишегодишња зељаста биљка висока 20-100 цм, усправне, најчешће неразгранате стабљике која је округла и благо уздуж избраздана. Доњи део стабљике је го, док је горњи обрастао проређеним, кратким длакама. Листови имају наизменичан распоред, доњи су на краткој дршци и тестерасто назубљени, а горњи су без дршке и имају цео обод. Језичасти и цевасти цветови сакупљени су ужуте, мирисне главице, а оне су груписане у густе, вршне гроздасте или метличасте цвасти.

## Хемијски састав дроге
Као дрога употребљава се вршни део биљке у цвету. Осим у лековите сврхе, култивисане врсте златице се користе као украсне биљке, а цветови потопљени у води су средство за бојење вуне и свиле. Читава биљка садржи лековите супстанце, од којих су најважнији танини, сапонини, горке материје, флавоноиди, бојене материје, органске киселине, етерично уље и др. Користи се као чај, тинктура (у 70% алкохолу), вино.

## Употреба
У народној медицини је позната као средство за лечење болести бубрега и мокраћних путева. Смирује кашаљ, побољшава искашљавање секрета и помаже код упале крајника, грла и плућа као и код бронхитиса и астме. Смањује болове код реуме, гихта и артритиса, као и неких хроничних кожних болести. Због садржаја танина користи се код упала за испирање уста и ждрела и код пролива изазваних ницањем зуба код деце, а поспешује зацељивање ране после вађења зуба. Званична медицина, такође, признаје лековита дејства ове биљке па се она користи за справљање различитих лековитих чајева, прашкова, масти и крема.
Употреба челеби гране је, због присуства сапонина, ограничена на 4-6 седмице у прописаним дозама. Осим тога, негде се у литератури срећу подаци о отровности ове биљке па се услед тога саветује опрезност при употреби.